# Johan Renvall
Bengt Erik Johan Renvall, född 22 september 1959, död 24 augusti 2015, var en svensk balettdansare och koreograf verksam i USA från 1978. Han var känd för "svävande språng av häpnadsväckande kraft och mjuk landning", en blandning av extraordinär bravur och lyriska nyanser genom sina framträdanden. Hans karriär, som "en av endast en liten grupp elitdansare världen har upplevt",  började 1972 när han antogs till Kungliga Svenska Balettskolan. Han blev sedan medlem av Kungliga Svenska Baletten 1977 och i American Ballet Theatre 1978 där han senare blev huvuddansare.

## Tidig karriär
Renvall började som konståkare vid 8 års ålder, vann flera mästerskap och friskridskotävlingen i Skandinaviska Juniormästerskapet i Helsingfors vid 11 års ålder. För att göra sin skridskoåkning mer mjuk började han ta privata klasser i klassisk dans för balettmästaren Nina Koslovski, som direkt tog honom till Kungliga Svenska Balettskolan 1971 där han antogs året därpå och studerade i sex år. Här fick han sin utbildning i klassisk dans, Bournonville, modern, jazz och karaktärsdans och studerade med framstående dansare som Olga Lepeshinskaya, Konstantin Damianov, Frank Schaufuss och Fredbjorn Bjornsson.
Under sitt första år som medlem i Svenska Kungliga Baletten dansade han titelrollen i Prodigal Son av den svenske koreografen och balettchefen Ivo Cramér, Superboy av australiensaren Walter Burke och Jester i Kenneth MacMillans Romeo och Julia. Han berömdes mycket för sin starka klassiska teknik, skyhöga, försenade språng och scennärvaro.

## American Ballet Theatre 1978–1996
Renvalls samarbete med American Ballet Theatre (ABT) började 1978 efter att en gästlärare vid Svenska Kungliga Baletten, ABT-rektorn tillika dansaren Alexander Minz hade scoutat honom. Han anställdes av Lucia Chase, medgrundare av American Ballet Theatre och regissör vid den tiden. Renvall rönte många framgångar i USA och i Europa i det breda utbudet av olika och krävande roller i ABT:s repertoar under hans 18 år i ABT.
1979, medan han fortfarande var medlem av corps de ballet, valdes han ut för att dansa den komplexa huvudrollen som "Pojken" i Antony Tudors Skuggspel som uppvisar en stark teknisk kapacitet och en teatralisk scenkänsla. Clive Barnes från The New York Post kallade honom "en närmast komplett dansare" och beskrev hans framträdande som "elektrifierande", och mästaren själv, Mr Tudor, skickade meddelandet: "Berätta för den fördömda lilla svensken att han var fantastisk."
Sedan denna initiala framgång uppträdde Renvall snart i ledande roller i bl.a Tudors Undertow och Dark Elegies, i Mikhail Baryshnikovs Nötknäpparen samt Flames of Paris och La Fille Mal Gardée och hade roller i Theme and Variations, Concerto, La Sonnambula och Configurations.

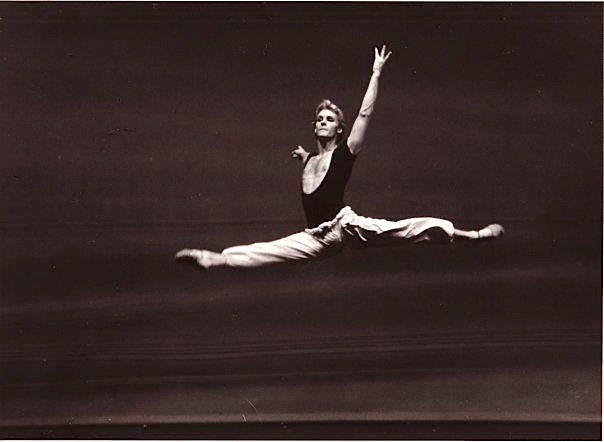
Renvall repeterar på Kungliga Operan cirka 1985

1980 befordrades Renvall till solist i ABT.
När Natalia Makarova åkte upp på La Bayadere på ABT 1980 dansade Renvall rollen som bronsidolen. Den här rollen vann honom inte bara internationellt beröm - Clement Crisp från London Financial Times sa "Johan Renvall gav en uppvisning av demi-karaktär virtuositet som jag sällan har sett motsvaras av: en kaskad av piruetter och flygsprång med ena benet instoppat i en hänförande hastighet..." - men vann honom också äran av omslaget till Dance Magazine i september 1980 och recenserade "hans verkligt magiska apparat".
I september 1982 valde Dance Magazines chefredaktör William Como att skriva om Renvall i en utvald artikel av Patricia Barnes med titeln "Johan Renvall: Independent Intelligence at Work".
Som gästartist uppträdde Renvall i stora uppsättningar i USA och utomlands. Han turnerade i Europa sommaren 1981 med Alexander Godunovs Stars of American Ballet och visades därefter på Alexander Godunovs och Stars sommarturné 1982. Också 1982 deltog han i den åttonde internationella festivalen i Havanna inbjuden av den kubanska prima ballerina assoluta Alicia Alonso. Hans framträdanden i Flames of Paris, Bluebird pas de deux och Three Easy Tangos fick Dance News att beskriva honom som festivalens "mest beundrade manliga gäst". I december 1982 återvände han till sitt hemland Stockholm för att dansa inför kungahuset i en nationell TV-sändning. galaföreställning till förmån för UNICEF och senare på Kungliga Operan i huvudrollen i Configuration och Giselle med Marianna Tscherkassky, rektor för American Ballet Theatre. 1987 befordrades Renvall till rangen som huvuddansare, en position han innehade tills han gick i pension från att uppträda 1996. 1988 spelade Renvall huvudrollen i dans-tv-filmen Dance.

## Koreografi
Utöver sin bravurdans och dramatiska lyhördhet var Renvall också en skicklig koreograf. Han gjorde sin koreografiska debut med en förkortad version av Romeo och Julia på Aspen Ballet Festival 1984. Sedan dess har Renvall koreograferat en rad baletter och andra dansverk, inklusive Tango, som hade premiär på Jacobs Pillow Dance Festival.
Hans andra verk inkluderar Persnickety, Between the Lines och Perpetual Cycles för New Jersey Ballet och Cinderella för Alabama Ballet/Ballet South. De senaste koreografins höjdpunkter inkluderar hans originalproduktion av Romeo och Julia för New Jersey Ballet, som fortfarande är en del av kompaniets repertoar, och ett originaldansstycke, Again Fifth, för Bodiography Contemporary Ballet, som framförs på Byham Theatre i Pittsburgh, Pennsylvania. Han koreograferade i ett brett spektrum av dansstilar för teaterföreställningar, reciteringar, tävlingar, speciella evenemang och individuella artister. Renvalls koreografi har fått lovord från både publik och kritiker.
Som lärare i New York City var Renvall fakultetsmedlem vid Ballet Academy East, City Center och Broadway Dance Center, samt ABT:s Summer Intensive Program. Han coachade privat och hans elever har vunnit medaljer i så högprofilerade tävlingar som Grand Prix och International Ballet Competition, innan de gick vidare till framgångsrika danskarriärer. 2008 utsågs Renvall till "Outstanding Teacher" vid Grand Prix i Torrington, Connecticut.
Johan Renvall dog i New York den 24 augusti 2015 vid 55 års ålder.